# Evropska naučna fondacija
Evropska naučna fondacija (engl. European Science Foundation, ESF) je asocijacija 80 naučnih organizacija iz 30 evropskih zemalja.
Ustanovljena je 1974. godine u Strazburu i od tada koordinira veliki broj pan-evropskih naučnih inicijativa u 30 evropskih zemalja.
Osnovni cilj postojanja ESF je da promoviše nauku na visokom nivou na području Evropskog kontinenta.
Osim u Strazburu, ESF ima svoje kancelarije i u Briselu i Ostendeu u Belgiji.
ESF mreža koordinira aktivnostima 8 naučnih jedinica koje se implementiraju preko 5 Stalnih komiteta i 3 Ekspertska komiteta:
- LESC - Stalni komitet za Geonauku i zaštitu životne sredine
- SCH - Stalni komitet za humane nauke
- EMRC - Stalni komitet za medicinska istraživanja
- PESC - Stalni komitet za fiziku i primenjenu nauku
- SCSS - Stalni komitet za društvene nauke
- ESSC - Evropski komitet za nauku o svemiru
- EPB - Evropska polarna uprava
- MB - Evropska lučka uprava

## Spoljašnje veze
- Evropska naučna fondacija